# Volkswagen ID. Buzz
O Volkswagen ID. Buzz é uma minivan elétrica a bateria produzida pela fabricante alemã Volkswagen. Com base na plataforma MEB elétrica dedicada à bateria, é a primeira minivan elétrica de produção da Volkswagen e parte da série Volkswagen ID. O design do ID. Buzz é inspirado no Volkswagen Type 2 (T1).
O veículo foi exibido pela primeira vez como um carro-conceito no North American International Auto Show 2017. O veículo de produção foi apresentado em março de 2022 com produção iniciada em junho e entregas europeias na segunda metade do ano com dois modelos: um de cinco lugares com o nome ID. Buzz, e uma van de carga como ID. Buzz Cargo. A versão de produção nos EUA teve seu lançamento na América do Norte em Huntington Beach, Califórnia, em 2 de junho de 2023, e a disponibilidade está prevista para 2024 em uma versão de longa distância entre eixos. Esta versão também será usada para a variante de campervan da VW California do ID. Buzz.
Também uma referência ao som da eletricidade, o nome "Buzz" foi derivado da palavra ônibus, já que o Volkswagen Type 2/Microbus original é comumente conhecido simplesmente como "Volkswagen Bus" ou "Kombi" no Brasil.
As iniciais ID. simbolizam "design inteligente, identidade e tecnologias visionárias".

## Visão geral

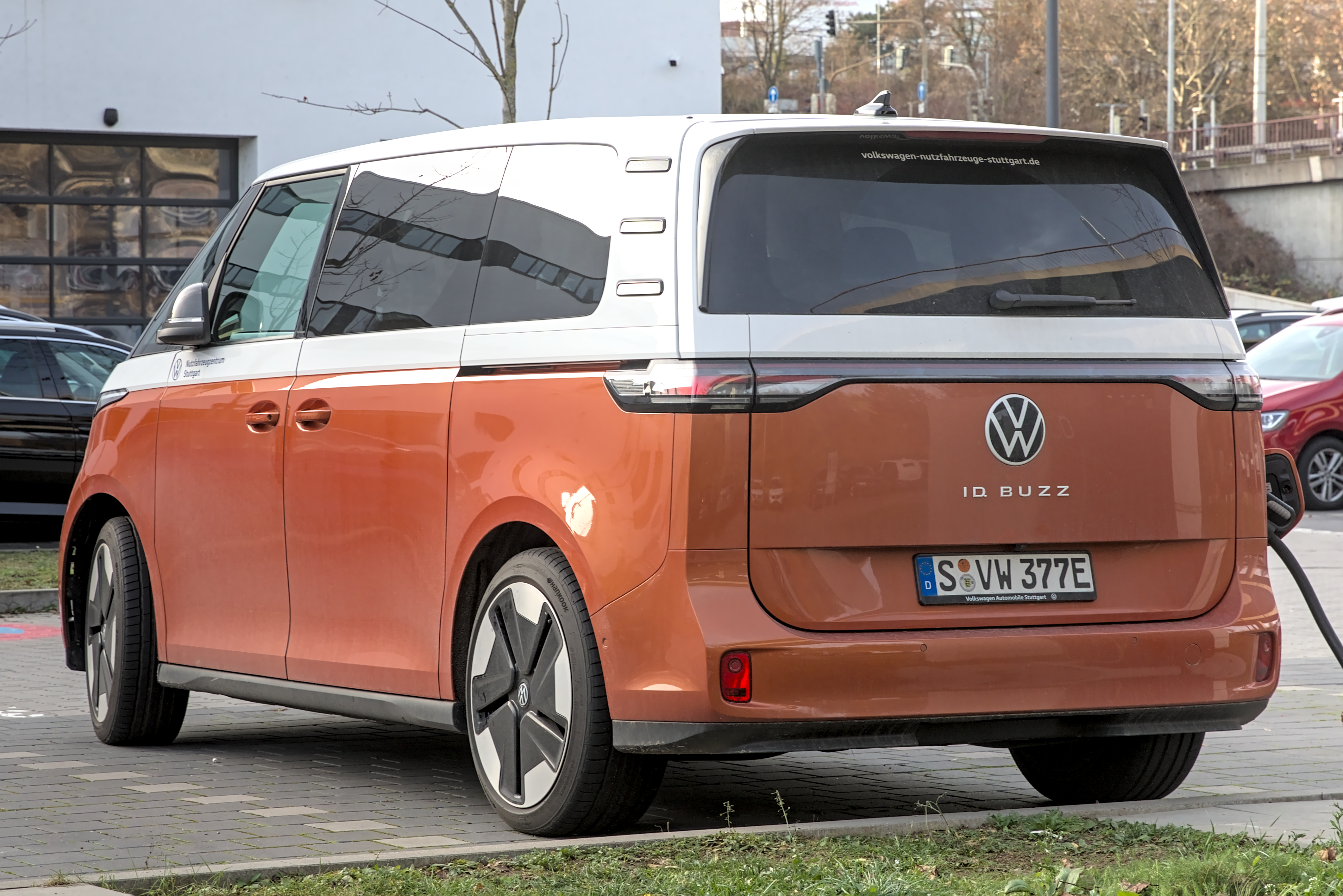
Visão traseira

Respondendo ao feedback positivo e ao forte interesse do consumidor pelo ID. Buzz Concept exibido em Detroit e Genebra em 2017, o CEO Herbert Diess anunciou em agosto que a VW colocaria o veículo em produção e começaria a vendê-lo em 2022.
A versão de produção do ID. Buzz estreou em 9 de março de 2022.  É um dos nove novos modelos da marca Volkswagen baseados na plataforma MEB. O ID. Buzz estará disponível na Europa no segundo semestre de 2022 e nos EUA em 2024. As pré-encomendas na Europa começaram em maio. A produção em série começou em junho, com capacidade anual de 130.000 unidades. As primeiras entregas estão programadas para o outono de 2022; o primeiro ID. Buzz fora da linha de produção foi um modelo Cargo, entregue à Wolfgang Kempe em Isernhagen em 15 de novembro de 2022.
O ID. Buzz é produzido pela Volkswagen Commercial Vehicles em Hanôver; porque veículos anteriores da série ID. foram construídos na fábrica da Volkswagen Zwickau-Mosel, a fábrica de Hanover precisou ser reequipada para acomodar a montagem de EV. Embora a Volkswagen Chattanooga Assembly Plant tenha começado a construir o ID.4 baseado em MEB em 2021 para o mercado dos EUA, o CEO do Volkswagen Group of America, Scott Keogh, declarou em janeiro de 2022 que trazer a produção dos modelos ID. Buzz dos para Chattanooga é improvável.

Na Europa, será lançado em duas configurações, uma van de passageiros de cinco lugares e uma van de carga; inicialmente, estará disponível uma versão de distância entre eixos curta com tração traseira. Uma versão de longa distância entre eixos para sete passageiros estreou em 2 de junho de 2023 em Huntington Beach, Califórnia, e será a única versão à venda nos Estados Unidos quando for colocada à venda em junho de 2024 para o ano modelo de 2025.

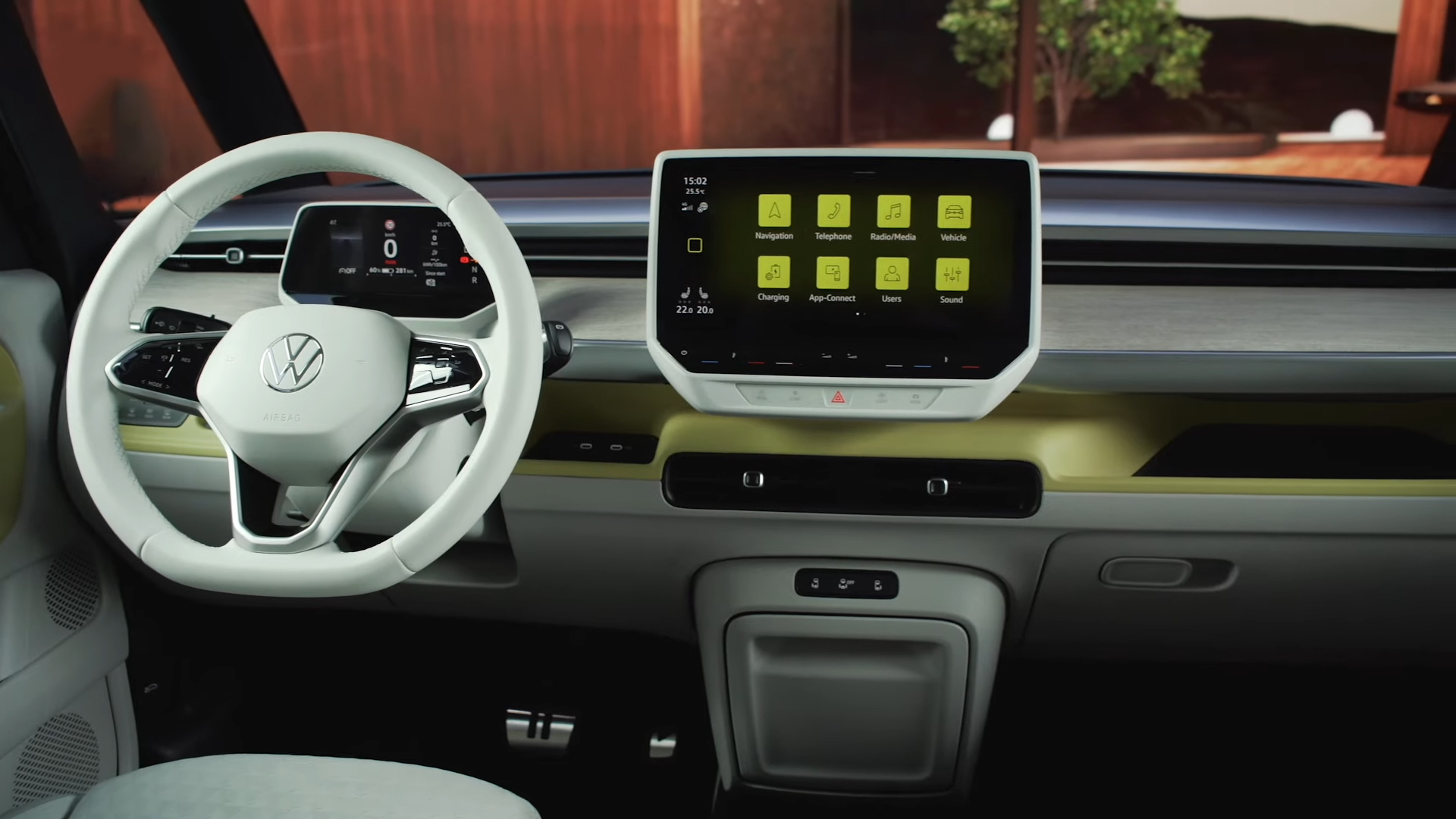
Interior

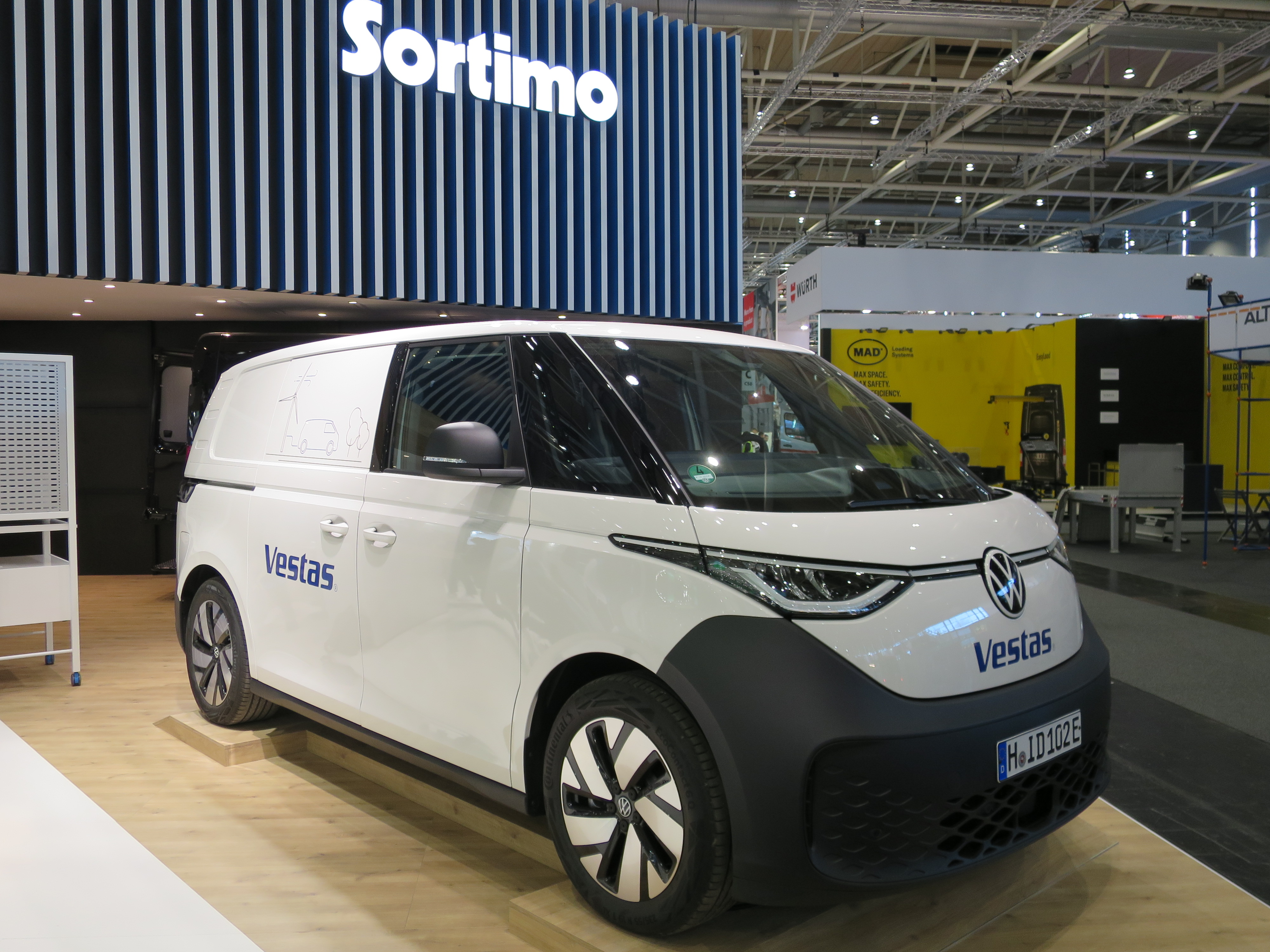
ID. Buzz Cargo com a marca Vestas na IAA 2022

As descrições do carro-conceito em 2017 indicavam que o microônibus elétrico poderia ser produzido em duas versões: uma versão topo de linha de 275 kW (369 hp), tração nas quatro rodas com um motor cada nos eixos dianteiro e traseiro e 111 kilowatt-horas (400 MJ) de bateria, e uma versão mais barata de 268 hp (200 kW), tração traseira com 83 kWh (300 MJ) de bateria.

### Variante de carga
O ID. Buzz Cargo (estilizado como o ID. BUZZ CARGO) estreou no Salão de Veículos Comerciais IAA em Hannover em 2018 como um veículo de apoio para o piloto do Volkswagen ID R na Pikes Peak Hillclimb. O Cargo tem uma capacidade máxima estimada de carga de 1,760 lb (800 kg) e usa o trem de força de tração traseira simplificado.
O protótipo Cargo foi exibido em outubro de 2019 nas lojas da Nike em Santa Monica, Califórnia; Chicago; e cidade de Nova York com a marca retrô "Blue Ribbon Sports", a empresa predecessora da fabricante de roupas esportivas Nike, Inc.
O veículo-conceito foi exibido pela primeira vez como um protótipo no North American International Auto Show 2017 em Detroit, depois mostrado novamente em Genebra em março. Membros da imprensa automotiva foram convidados a dirigir o conceito durante a Monterey Car Week no final daquele ano, em agosto, onde também foi anunciado que um veículo de produção baseado neste protótipo seria lançado.

## No Brasil
No Brasil, a sucessora da Kombinationsfahrzeug (significando "veículo combinado" ou "veículo multi-uso", em uma tradução mais livre), fez muito sucesso no seu lançamento, a propaganda com Elis Regina, morta há 41 anos, apareceu em um dueto com a filha, Maria Rita e deixou os fãs emocionados cantando "Como Nossos Pais" de Belchior. Assim como o VW ID.4, o modelo está disponível somente através de aluguel por assinatura no país.